# Sounine
Sounine (arabe : صونين) est un village du nord de la Tunisie dépendant de la municipalité de Raf Raf et de la délégation de Ras Jebel dans le gouvernorat de Bizerte.
Situé entre Ras Jebel et le cap Sidi Ali El Mekki (ancien cap Farina) qui délimite l'entrée nord du golfe de Tunis, le village est situé à deux kilomètres à l'ouest de Raf Raf, trente kilomètres au sud de Bizerte et soixante kilomètres de Tunis.
Il surplombe une côte rocheuse alternant avec quelques criques de sable, où un déversement d'eaux usées dans la mer est signalé.
Entre ce village et la ville voisine de Raf Raf, deux collines d'une centaine de mètres de haut, les Fartassa (de l'arabe fartass signifiant chauve ou tondu) et connues pour leur faune et leur flore, sont menacées de disparition à cause de l'extraction de sable.
Le village est entouré de terres fertiles où l'on cultive différentes sortes de légumes et des grenades. On y pratique aussi l'élevage.